# Fabrício (ur. marzec 1990)
Fabrício dos Santos Messias (ur. 28 marca 1990 w Hortolândia) – brazylijski piłkarz występujący na pozycji pomocnika.

## Kariera piłkarska
Od 2010 roku występował w EC Juventude, Botafogo, Portimonense SC, Hangzhou Greentown i Kashima Antlers.